# Эль-Беррендо (Чиуауа)
Эль-Беррендо (исп. El Berrendo) — населённый пункт муниципалитета Ханос в Мексике, входит в штат Чиуауа. Население — 1 человек.